# Vance McAllister
Pour les articles homonymes, voir McAllister (homonymie).
Vance Michael McAllister, né le 7 janvier 1974 à Oak Grove (Louisiane), est un homme d'affaires américain et ancien membre républicain de la Chambre des représentants des États-Unis du 5e district du Congrès de Louisiane.

## Biographie
Né et grandi à Oak Grove (Louisiane), McAllister a servi dans l'armée après ses études à université de Louisiane à Monroe et a ensuite travaillé comme homme d'affaires avant d'entrer en politique avec le Parti républicain.
Le 16 novembre 2013, il s'est présenté à la Chambre des représentants lors des élections spéciales convoquées pour occuper le siège du membre du Congrès laissé vacant par son compatriote républicain Rodney Alexander et a réussi à le remporter.
Un an plus tard, à la suite d'un scandale sexuel, McAllister s'est classé quatrième, avec 11,1% des voix, dans une primaire compétitive pour un mandat complet à la Chambre des États-Unis.

## Vie privée
McAllister est marié à sa femme Kelly depuis 1997 et ils ont 5 enfants.

### Article annexe
- Liste des représentants des États-Unis pour la Louisiane